# Steve Green (calciatore)
Steve Green (2 luglio 1976) è un calciatore giamaicano, centrocampista dei Barbican.

## Carriera

### Club
Ha sempre giocato nel campionato giamaicano.

### Nazionale
Ha esordito in Nazionale nel 1998 ed è stato convocato per la Gold Cup 2000.